# Mendaza
Mendaza ist ein nordspanisches Dorf und eine Gemeinde (municipio) mit 291 Einwohnern (Stand: 2024) im Westen der Autonomen Gemeinschaft Navarra. Die Gemeinde besteht neben dem Hauptort Mendaza aus den Ortschaften Acedo, Asarta und Ubago.

## Lage und Klima
Mendaza liegt gut 58 km (Fahrtstrecke) westsüdwestlich von Pamplona bzw. ca. 28 km nordöstlich von Logroño in einer Höhe von ca. 635 m. Durch die Gemeinde fließt der Ega. Das Klima ist gemäßigt bis warm; Regen (830 mm/Jahr) fällt überwiegend im Winterhalbjahr.

## Bevölkerungsentwicklung
| Jahr      | 1970 | 1981 | 1991 | 2001 | 2011 | 2021 |
| Einwohner | 701  | 530  | 439  | 363  | 357  | 299  |

## Sehenswürdigkeiten
- Felixkirche in Mendaza
- Marienkirche in Acedo
- Martinskirche in Ubago

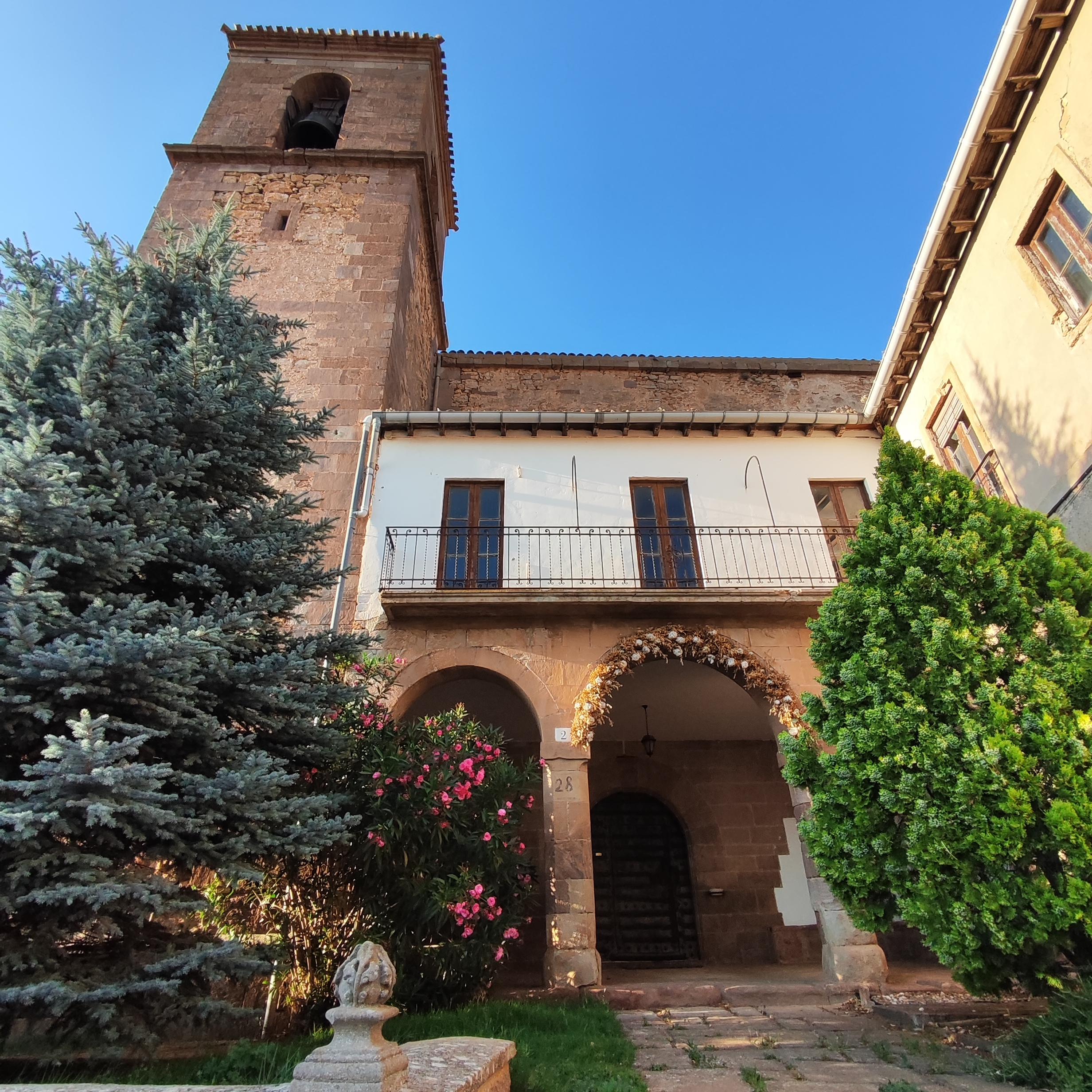
Felixkirche
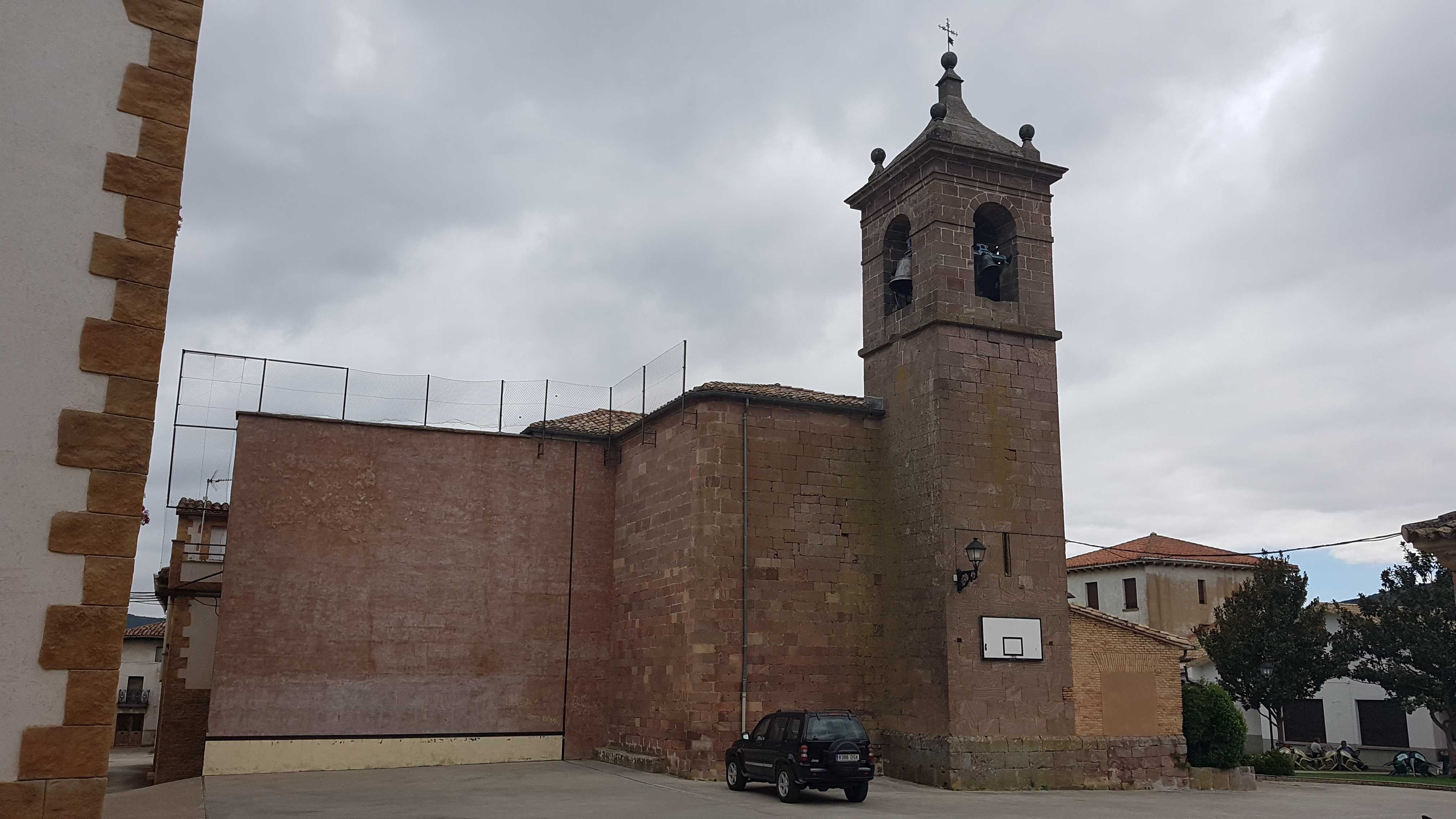
Marienkirche
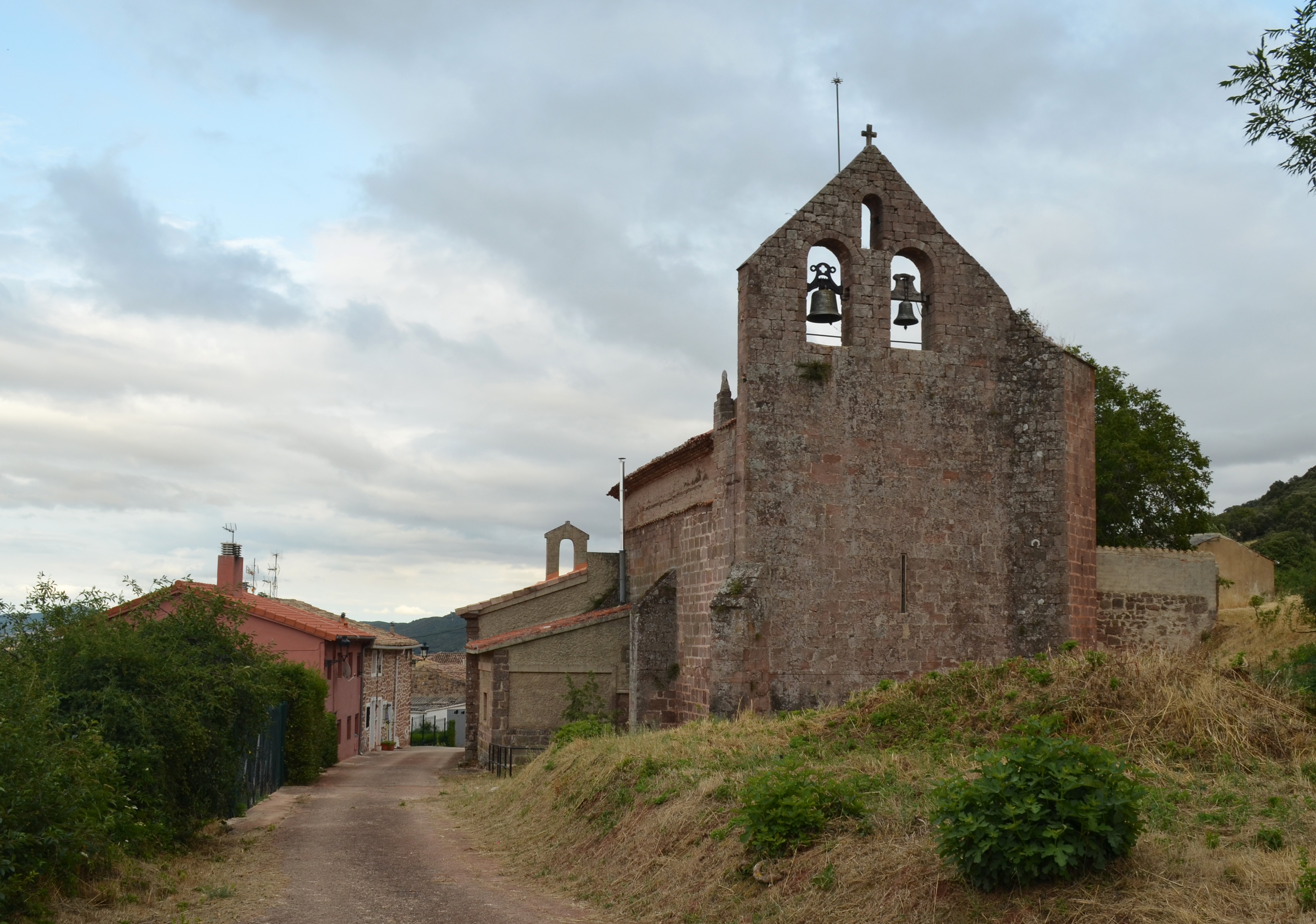
Martinskirche
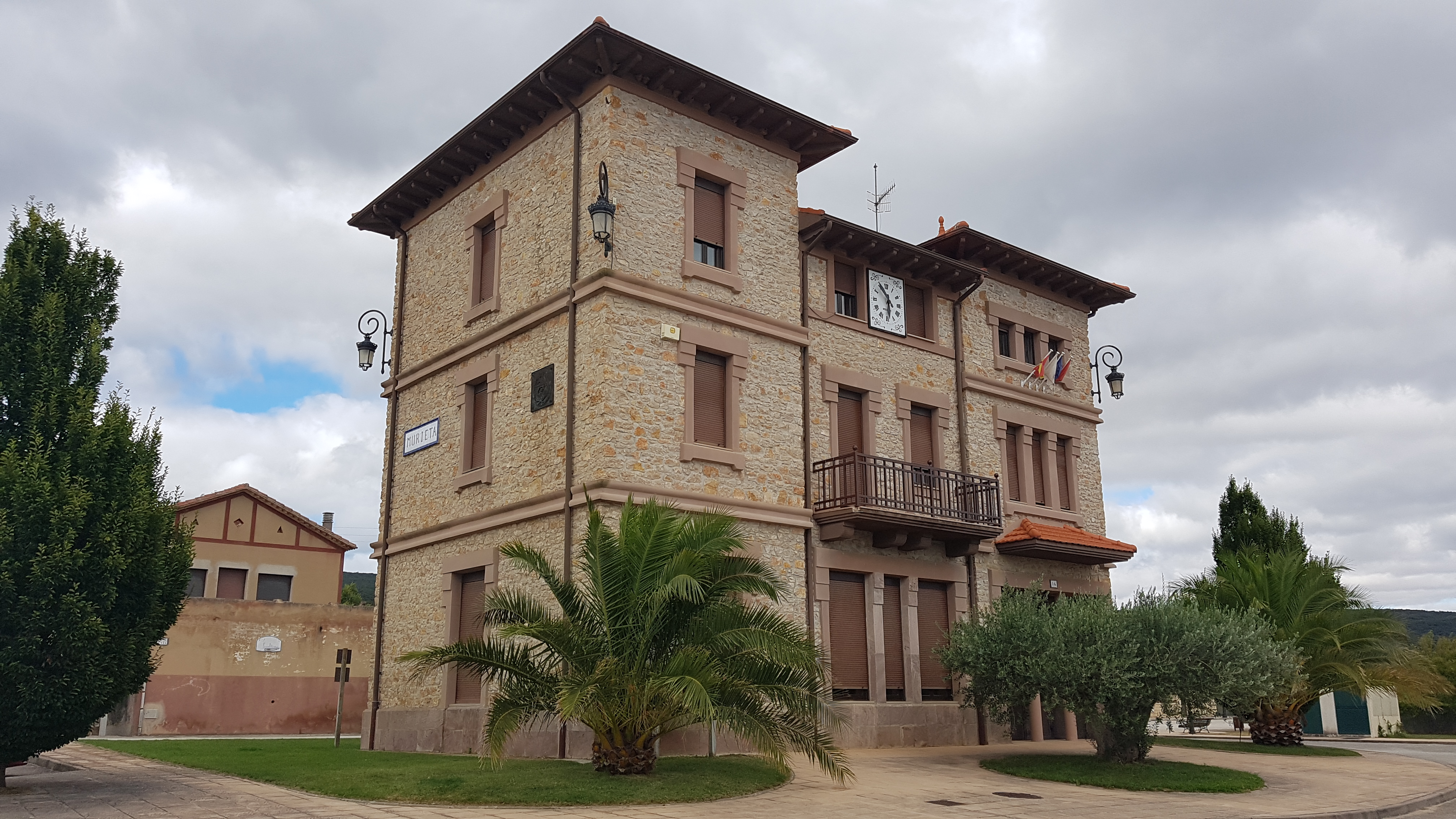
Rathaus